# Jahmir Young
Jahmir Young (Upper Marlboro, Maryland; 7 de octubre de 2000) es un baloncestista estadounidense que pertenece a la plantilla de los Chicago Bulls de la NBA, con un contrato dual que le permite jugar además en los Windy City Bulls de la G League. Con 1,85 metros de estatura, juega en la posición de base.

## Trayectoria deportiva

### Universidad
Jugó tres temporadas con los 49ers de la Universidad de Carolina del Norte en Charlotte, en las que promedió 16,7 puntos, 5,4 rebotes, 3,0 asistencias y 1,2 robos de balón por partido. En su primera temporada fue elegido freshman del año e incluido en el tercer mejor quinteto de la Conference USA, mientras que en las otras dos temporadas fue incluido en el mejor quinteto de la conferencia.
El 29 de marzo de 2022 se declaró elegible para el draft de la NBA de 2022 manteniendo su elegibilidad universitaria y luego ingresó al portal de transferencias de la NCAA el 7 de abril. El 27 de abril fue transferido a los Terrapins de la Universidad de Maryland, donde disputó dos temporadas más, promediando 18,0 puntos, 5,7 rebotes, 3,6 asistencias y 1,3 robos de balón por partido. En 2023 fue incluido en el segundo mejor quinteto de la Big Ten Conference, mientras que al año siguiente lo fue en el primero.

#### Estadísticas
| Año     | Equipo    | PJ  | PT  | MPP  | %TC  | %3P  | %TL  | RPP | APP | ROB | TPP | PPP  |
| ------- | --------- | --- | --- | ---- | ---- | ---- | ---- | --- | --- | --- | --- | ---- |
| 2019–20 | Charlotte | 29  | 29  | 32.3 | .426 | .373 | .738 | 5.2 | 2.8 | 1.6 | .3  | 12.5 |
| 2020–21 | Charlotte | 25  | 25  | 37.5 | .423 | .338 | .834 | 4.9 | 2.5 | 1.0 | .3  | 18.0 |
| 2021–22 | Charlotte | 31  | 31  | 35.8 | .468 | .341 | .892 | 5.9 | 3.7 | 1.1 | .5  | 19.6 |
| 2022–23 | Maryland  | 35  | 35  | 31.4 | .415 | .311 | .831 | 4.6 | 3.1 | 1.3 | .4  | 15.8 |
| 2023–24 | Maryland  | 32  | 32  | 35.3 | .404 | .324 | .900 | 4.9 | 4.2 | 1.3 | .3  | 20.4 |
| Total   | Total     | 152 | 152 | 34.3 | .427 | .337 | .850 | 5.1 | 3.3 | 1.3 | .4  | 17.3 |

### Profesional
Tras no ser elegido en el Draft de la NBA de 2024, se unió a los Denver Nuggets para la Liga de Verano de la NBA, y el 31 de julio de 2024 firmó con ellos. Sin embargo, fue despedido el 8 de octubre, y 20 días después se unió a su filial de la G League, los Grand Rapids Gold. El 22 de diciembre fue incluido en el mejor quinteto del Winter Showcase de la G League.
El 19 de febrero de 2025 firmó un contrasto dual con los Chicago Bulls,

## Estadísticas de su carrera en la NBA

### Temporada regular
| Año     | Equipo  | PJ | PT | MPP | %TC  | %3P  | %TL   | RPP | APP | ROB | TPP | PPP |
| ------- | ------- | -- | -- | --- | ---- | ---- | ----- | --- | --- | --- | --- | --- |
| 2024-25 | Chicago | 6  | 0  | 5.0 | .800 | .500 | 1.000 | .5  | 1.0 | .0  | .0  | 1.8 |
| Total   | Total   | 6  | 0  | 5.0 | .800 | .500 | 1.000 | .5  | 1.0 | .0  | .0  | 1.8 |